# Kinderdijkse molens

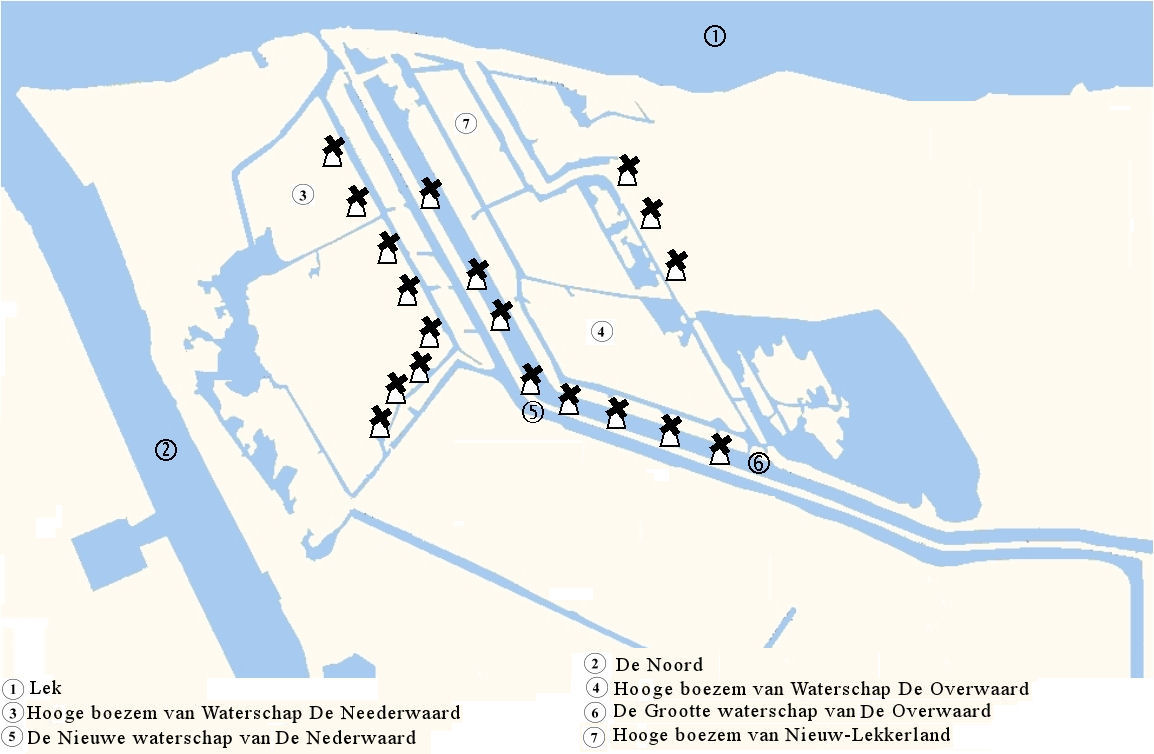
Overzicht van de negentien Kinderdijkse molens

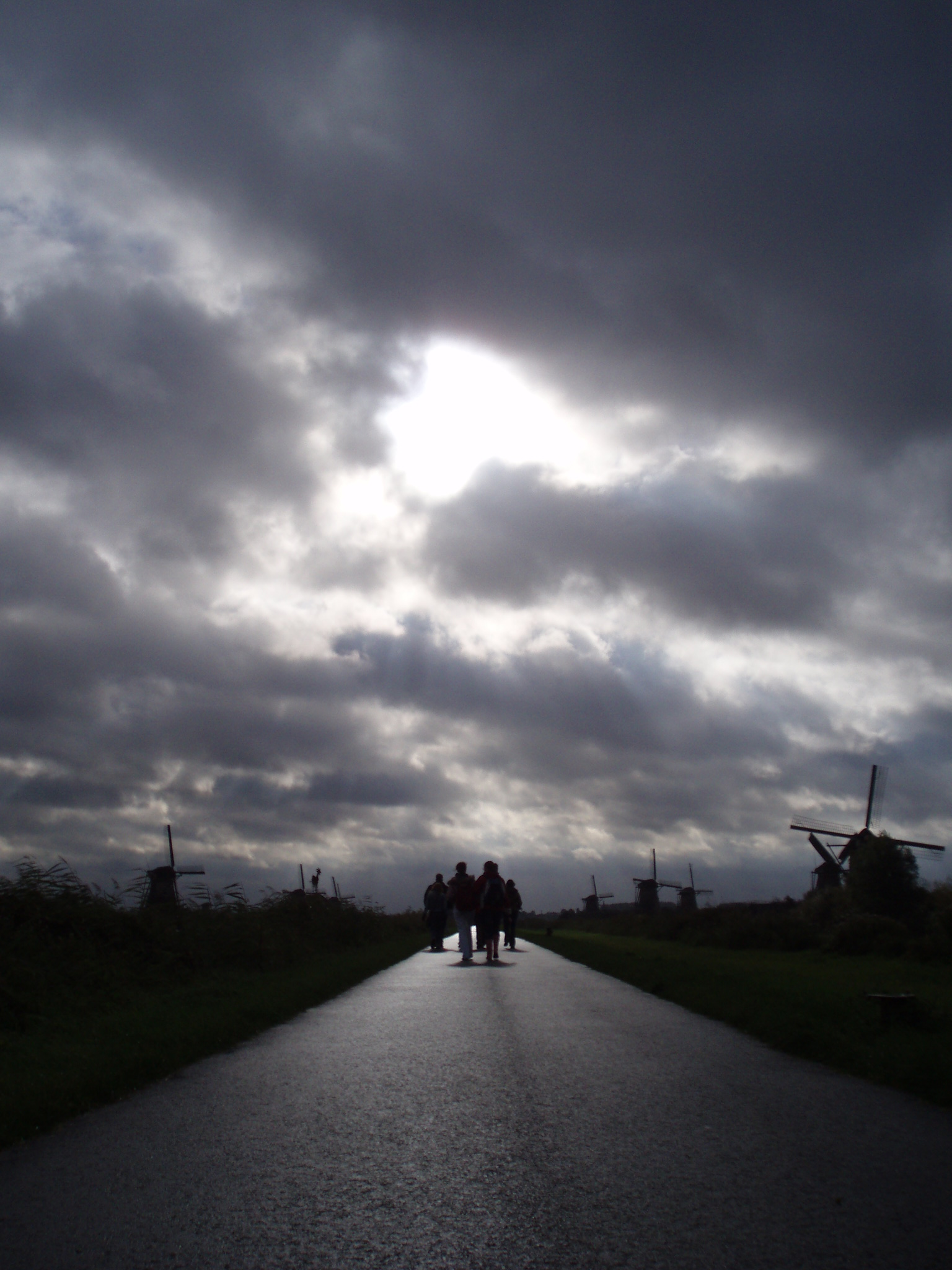
Donkere lucht boven Kinderdijk

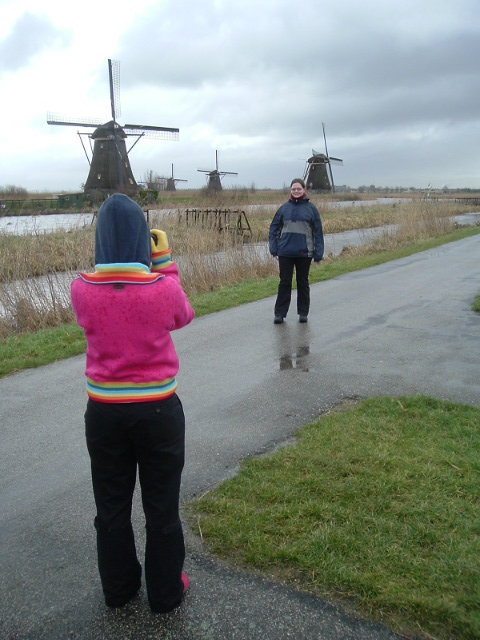
Toeristen in Kinderdijk

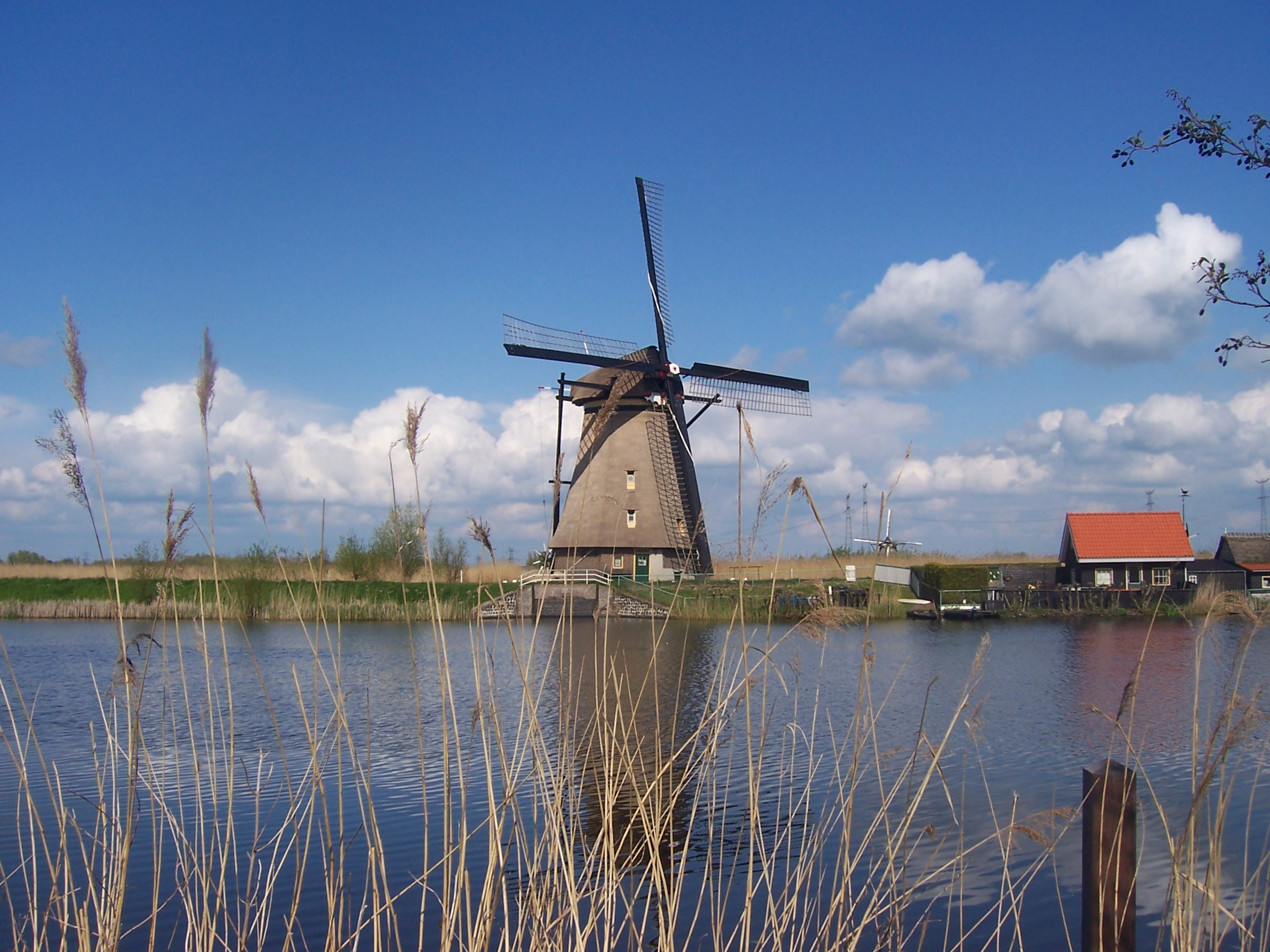
Een van de negentien Kinderdijkse molens

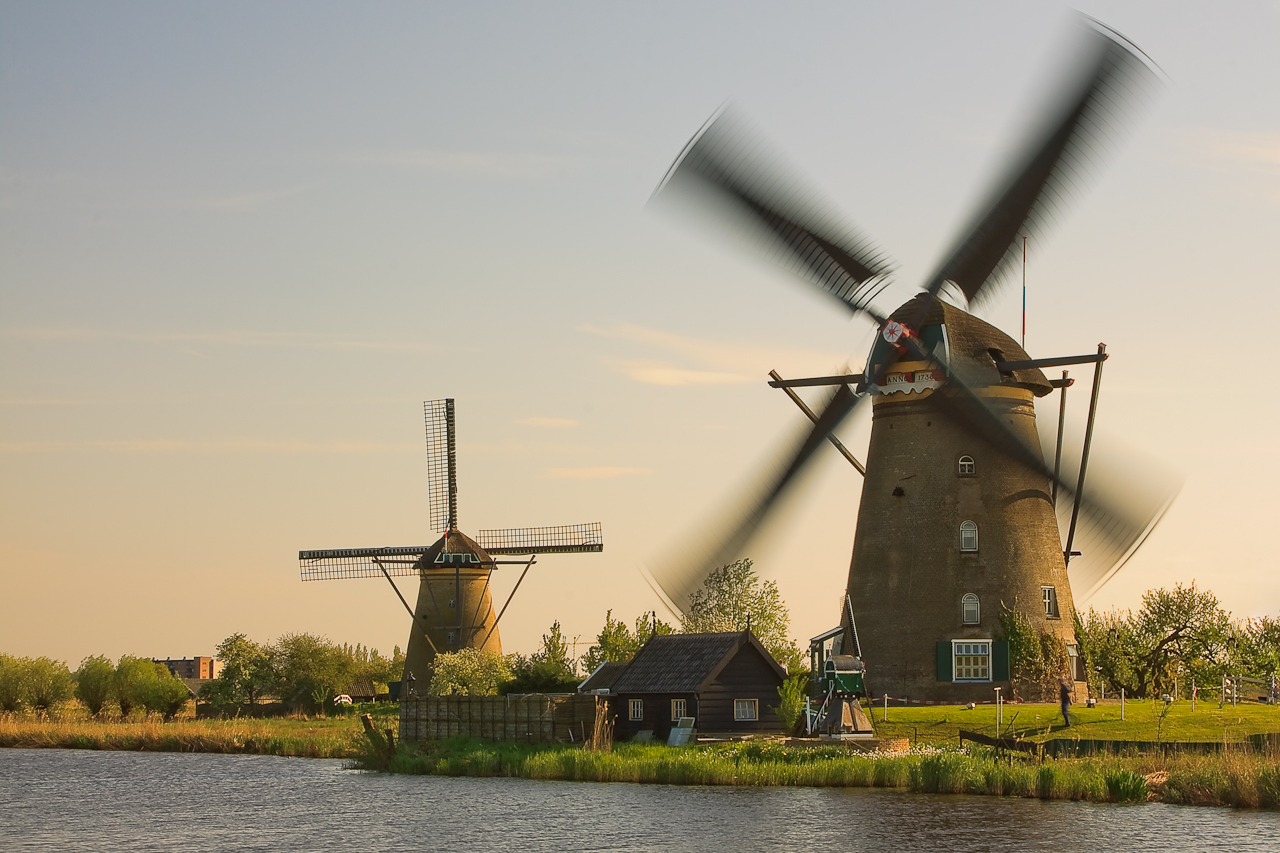
Draaiende molen in Kinderdijk

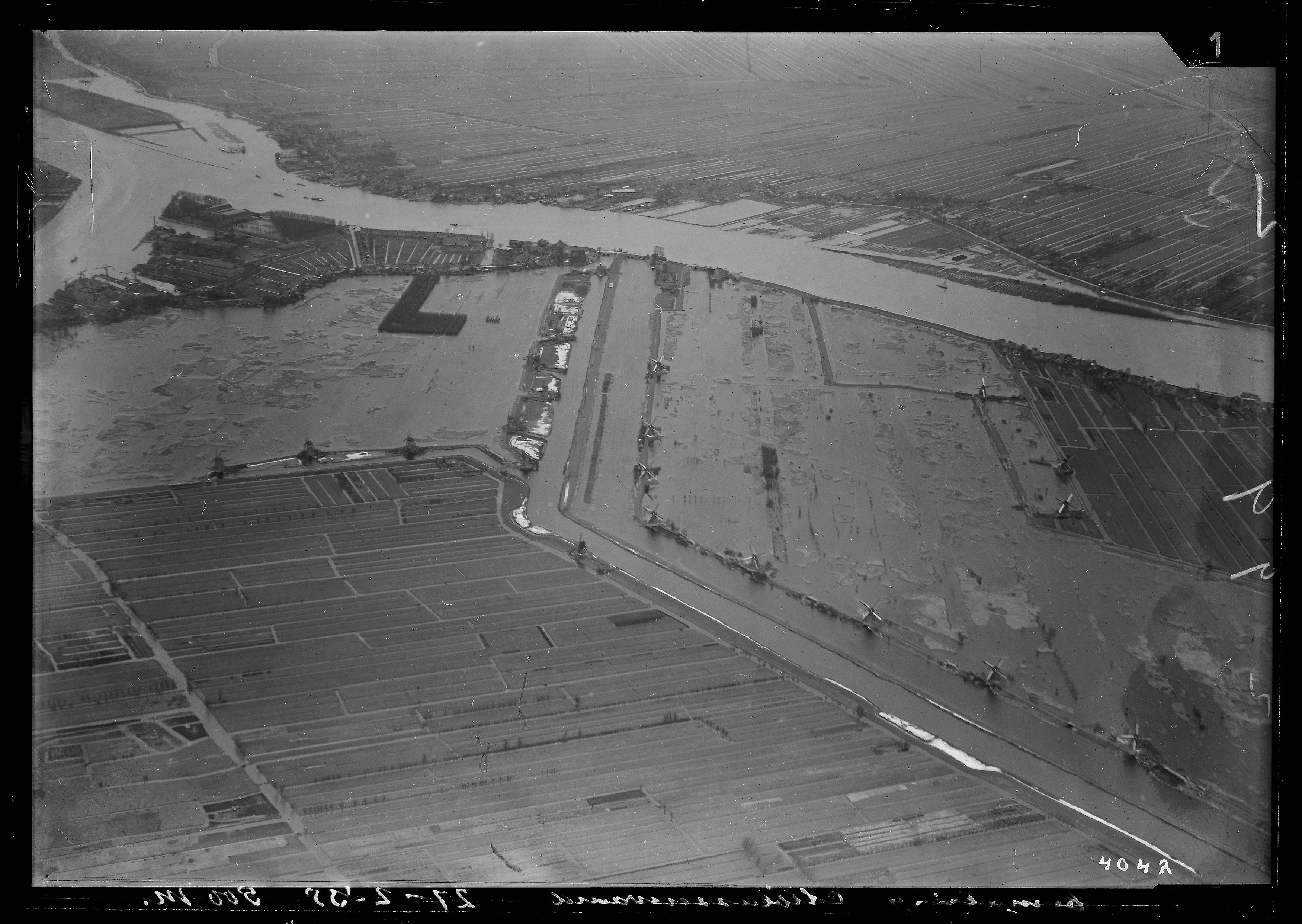
Kinderdijkse molens voor de Tweede Wereldoorlog (tussen 1920 en 1940).

De molens van Kinderdijk zijn negentien molens in het noordwesten van de Alblasserwaard, een streek in de Nederlandse provincie Zuid-Holland. Alhoewel ze worden aangeduid als behorend tot het dorpje Kinderdijk (gemeente Molenlanden) ligt één molen net daarbuiten (De Blokker), in de gemeente Alblasserdam.
Het betreft hier boezemmolens, die twee molengangen vormen en een grote (ook internationale) toeristische trekpleister zijn. Sinds 1997 staan ze op de Werelderfgoedlijst van UNESCO en het gebied is tevens een beschermd dorpsgezicht. De molenrijen zijn alleen te voet of per fiets goed te bezichtigen. Drie molens zijn open voor publiek.
De molens bij Kinderdijk zijn gebouwd vanaf het einde van de vijftiende eeuw, maar de huidige molens dateren bijna allemaal uit 1738 en 1740. Het gaat om de grootste nog bestaande concentratie van klassieke molens in de wereld, die sterk medebepalend is geweest voor de internationale uitstraling van Nederland.

## Functie van de molens
De molens van Kinderdijk zijn gebouwd om het water uit de laaggelegen polder omhoog te pompen. Het zijn vrijwel allemaal grondzeilers. Onder in elke molen bevindt zich een scheprad, dat het water omhoog brengt, vaak met een hoogteverschil van 140 centimeter. Er staat tussen de molens van Kinderdijk ook één wipmolen, De Blokker.
In de Alblasserwaard verplaatsen de molens het water in twee trappen. Eerst wordt het water van een polder in een boezemwater gepompt. Er komen bij Kinderdijk twee grote boezemwateren samen. Dit zijn de Groote- of Achterwaterschap ten behoeve van de Boezem van de Overwaard en de Nieuwe Waterschap ten behoeve van de Boezem van de Nederwaard. Zij monden uit bij Elshout, ten noordwesten van de Alblasserwaard en wateren af op de rivier de Lek.

## Hoge boezems
Voorts zijn drie hoge boezems van belang: de Hooge Boezem van De Nederwaard voor de afwatering van de polders rond de Alblas, de Hooge Boezem van De Overwaard voor de afwatering van de polders rond de Giessen, en de Hooge Boezem van Nieuw-Lekkerland voor de afwatering van de polder van het dorp Nieuw-Lekkerland. De drie boezems liggen tussen dit dorp en Kinderdijk.
In samenhang met de aanleg van deze hoge boezems werden in de 18e eeuw de Kinderdijkse molens geplaatst. In 1740 werden de acht molens behorende bij de Hooge Boezem van De Overwaard gebouwd, en in 1738 de acht molens behorende bij de Hooge Boezem van De Nederwaard. Deze molengangen vormen de grootste groep molens van Nederland en zijn 1997 als onderdeel van het complex Kinderdijk-Elshout, waartoe ook de sluizen, gemalen en boezems behoren, aan de UNESCO Werelderfgoedlijst toegevoegd.

## De negentien windmolens
Het molencomplex van Kinderdijk bestaat uit:
- Acht bakstenen windmolens die vroeger eigendom waren van het voormalige waterschap Nederwaard, gebouwd in 1738. Deze molens zijn vrijwel gelijk aan elkaar, maar verschillen in details doordat verschillende aannemers ze hebben gebouwd. De lengte van de wieken (de vlucht genoemd) varieert tussen 27,5 en 28 meter. De schepraderen zitten onder in de romp van de molen. Een molenaar bewoonde de molen met zijn gezin.
- Acht met riet bedekte windmolens, die vroeger eigendom waren van het voormalige waterschap Overwaard, gebouwd in 1740. Deze molens zijn achtkantig en hebben een vlucht van 28,6 tot 29,5 meter. Het schoepenrad van deze molens heeft een diameter van 6,70 meter. Net als bij de molens van Nederwaard kunnen deze molens het water over een hoogte van 1,40 meter verplaatsen.
  - Deze beide rijen molens zorgden, onafhankelijk van elkaar, voor de afwatering van de Alblasserwaard.
- Twee achtkante windmolens van de polder Nieuw-Lekkerland: De Hoge Molen (gebouwd in 1740) en De Lage Molen (1761). Beide zijn achtkante, met rietgedekte molens gebouwd op muren van baksteen. De Hoge Molen maalt met een vijzel van 1,8 meter diameter, die dateert uit 1962. Daarvoor had hij een scheprad, net als de Lage Molen.
- Een wipmolen, De Blokker (ook Blokweerse Wip), van de polder Blokweer die gebouwd is in 1630 en in 1997 door brand zwaar beschadigd raakte. De molen is geheel hersteld en sinds 2001 weer operationeel. Al in het begin van de 15e eeuw stond op de plek een molen.

Oorspronkelijk stond er nog een twintigste molen, de Oude Molen. Deze grondzeiler was een van de twee ondermolens van Nieuw-Lekkerland. In 1945 is de molen ingestort en vervolgens is hij in 1957 gesloopt. Slechts de fundering resteert.

## Restauratie
Op 7 juli 2008 begon de restauratie van elf van de negentien molens, die door achterstallig onderhoud in verwaarloosde staat verkeerden. Met een subsidie van het Ministerie van OCW van 2,5 miljoen euro en een subsidie van een miljoen euro van de provincie Zuid-Holland en het waterschap Rivierenland kan het herstelwerk plaatsvinden. Dat varieert van de fundering tot aan het dak en de wieken. Het lag in de bedoeling dat eind 2010 alle negentien molens weer konden draaien.

## Geschiedenis
De molens van Kinderdijk werden gebouwd om de afwatering van de Alblasserwaard te verbeteren. Dit gebied was in de 10e tot 13e eeuw ontgonnen. Via sloten en weteringen werd het water afgevoerd. Eerst waren er meer natuurlijke waterlopen, maar uiteindelijk bleven hiervan alleen de Alblas en de Giessen over. Oorspronkelijk kon het water daarvan vrij in de rivieren (de Lek, de Noord en de Merwede) uitlopen, maar door de afwatering klonk de bodem in.
De polderbesturen moesten samen gaan werken en maakten daartoe twee grote afwateringseenheden:
- Het waterschap De Overwaard (globaal in het oosten en noorden van de Alblasserwaard, uitwaterend langs de Giessen)
- Het waterschap De Nederwaard (ten zuiden en westen hiervan; uitwaterend via de Alblas).

Floris V richtte tevens in 1277 het Hoogheemraadschap van de Alblasserwaard op. Dit legde een ringdijk aan rond het gehele gebied, met sluisjes in de Giessen (bij Giessendam) en de Alblas (bij Alblasserdam). Bij laagwater kon hierdoor op de Merwede geloosd worden. Op den duur was dat ook niet meer voldoende. Daarom maakte men uitwatering op de plaats met de laagste waterstand buiten de polder, op de meest noordwestelijke punt van de Alblasserwaard, bij Kinderdijk.
In 1365 verlegde men de afwatering via de Giessen hierheen, en in 1369 ook de afwatering via de Alblas. Dat vergde nieuwe afwateringskanalen van 17 kilometer lengte in het geval van de Giessen. Beide afwateringskanalen lopen bij Kinderdijk parallel, en zijn gescheiden door een smalle kade, waarover het voetpad loopt.
Tweehonderd jaar later voldeed dit ook niet meer. De capaciteit voor de waterberging werd vanaf 1620 vergroot. Maar nog een eeuw later bleek dit opnieuw onvoldoende. Vanaf dat moment (1738 voor Nederwaard, 1740 voor Overwaard) werd het water door de boezemmolens opgepompt naar de waterberging in de hoge boezems. Bij lage waterstand in de rivier werd het boezemwater uitgelaten in de rivier.
In de jaren 1860 werden in Kinderdijk twee stoomgemalen gebouwd: het Van Haaftengemaal voor de Nederwaard en het Wisboomgemaal voor de Overwaard. Deze gemalen konden veel sneller veel meer water verplaatsen, maar dienden in eerste instantie nog niet ter vervanging van de molens. De bemalingscapaciteit van de molens bleek echter steeds minder toereikend. Toen het Van Haaftengemaal aan het begin van de twintigste eeuw was omgebouwd van stoom naar diesel, werden de molens van de Nederwaard buiten gebruik gesteld. De molenaars en hun gezinnen mochten er  wel blijven wonen. Achteraf bleek het een goede beslissing niet meteen tot sloop over te gaan, want in de Tweede Wereldoorlog dwong brandstofgebrek het waterschap opnieuw over te gaan op windbemaling. Het Wisboomgemaal werd in de jaren 1920 geëlektrificeerd, maar waterschap De Overwaard besloot de molens voorlopig in gebruik te houden. Pas na de oorlog werd de bemaling volledig overgenomen door de gemalen. Alle molens kwamen buiten gebruik en er werd serieus overwogen ze te slopen.

## Overzicht van de windmolens
In en rond Kinderdijk zijn de volgende negentien windmolens te vinden:
| - Nederwaard Molen No.1 - Nederwaard Molen No.2 - Nederwaard Molen No.3 - Nederwaard Molen No.4 - Nederwaard Molen No.5 - Nederwaard Molen No.6 - Nederwaard Molen No.7 - Nederwaard Molen No.8 | - Overwaard Molen No.1 - Overwaard Molen No.2 - Overwaard Molen No.3 - Overwaard Molen No.4 - Overwaard Molen No.5 - Overwaard Molen No.6 - Overwaard Molen No.7 - Overwaard Molen No.8 | - De Blokker of Blokweerse molen (Alblasserdam) - De Hoge Molen (Kinderdijk/Nieuw-Lekkerland) - Kleine of Lage Molen (Kinderdijk/Nieuw-Lekkerland) |

|  |